# К'яромонте
К'яромонте (італ. Chiaromonte) — муніципалітет в Італії, у регіоні Базиліката,  провінція Потенца.
К'яромонте розташовані на відстані близько 370 км на південний схід від Рима, 70 км на південний схід від Потенци.
Населення — 1913 осіб (2014).
Щорічний фестиваль відбувається 24 червня, 29 серпня. Покровитель — святий Іван Хреститель.

## Демографія
Населення за роками:

Станом на 1 січня 2023 року в муніципалітеті офіційно проживало 26 іноземців з 12 країн, серед них 12 громадян країн Євросоюзу та 1 громадянин України.

## Сусідні муніципалітети
- Кастронуово-ді-Сант'Андреа
- Кастровілларі
- Епіскопія
- Фарделла
- Франкавілла-ін-Сінні
- Морано-Калабро
- Ноеполі
- Рокканова
- Сан-Костантіно-Альбанезе
- Сан-Северино-Лукано
- Сенізе
- Теана
- Терранова-ді-Полліно
- Віджанелло